# Ius publicum
 (août 2025).
Le ius publicum (du latin, littéralement « droit public ») protège les intérêts de l'État romain, tandis que le ius privatum (« droit privé ») protège les individus. Le droit public, à Rome, était divisé entre le droit sacré, qui traitait des rites, des sacerdoces, etc., et de l'autre côté de la « fonction publique » (les magistratures).
Le ius publicum est aussi obligatoirement utilisé pour décrire des règlements juridiques (aujourd'hui appelé ius cogens, ce terme est appliqué dans le droit moderne international pour indiquer les normes péremptoires auxquelles on ne peut déroger). Ceux-ci sont des règlements qui ne peuvent être modifiés ou exclus par l'accord d'un parti. Ces règlements qui ne peuvent être changés sont aujourd'hui appelés ius dispositivum, et ils sont utilisés quand un parti partage quelque chose et n'est pas en opposition.

## Source de la traduction
- (en) Cet article est partiellement ou en totalité issu de l’article de Wikipédia en anglais intitulé « Ius publicum » (voir la liste des auteurs).